# یان ماتیکو
یان ماتیکو (لهستانی: Jan Alojzy Matejko؛ زاده ۲۴ ژوئن ۱۸۳۸ درگذشته ۱ نوامبر ۱۸۹۳) نقاش اهل لهستان بود. موضوعات سیاسی و تاریخی بن‌مایهٔ غالب آثارش را تشکیل می‌داد. از آثار مهمش استانچیک را می‌توان نام برد.

## نگارخانه

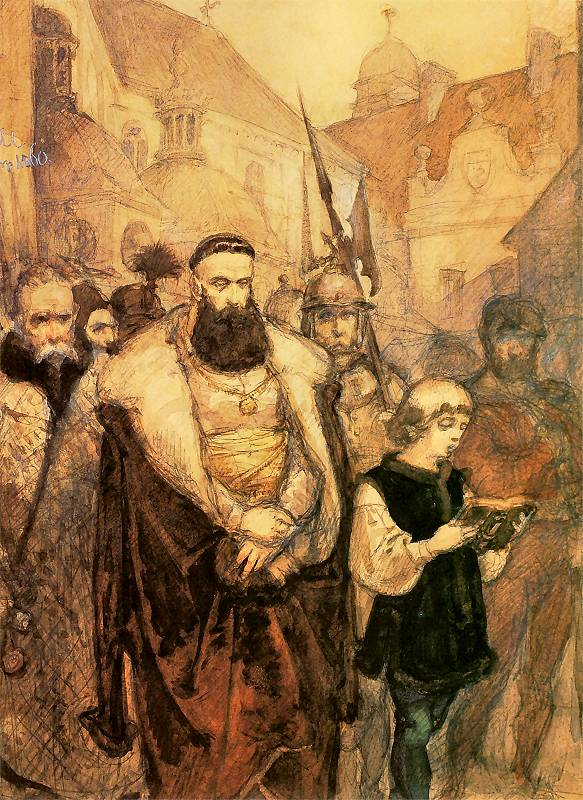
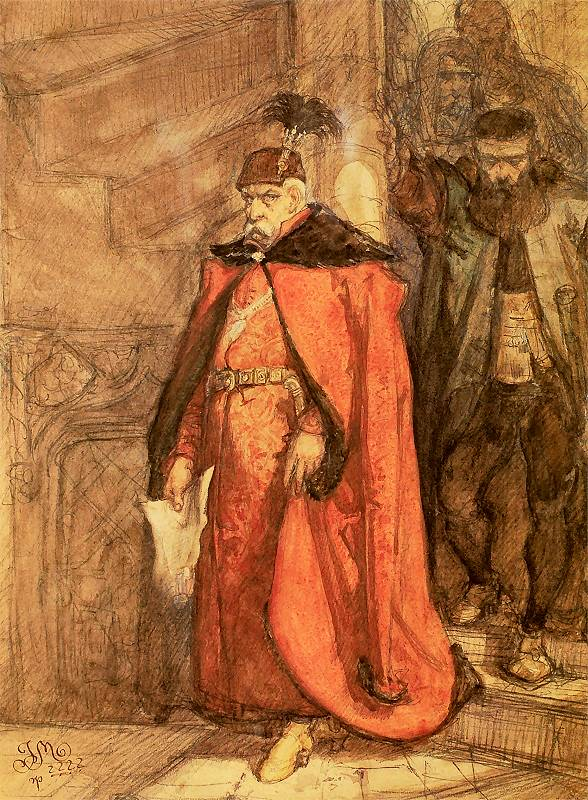
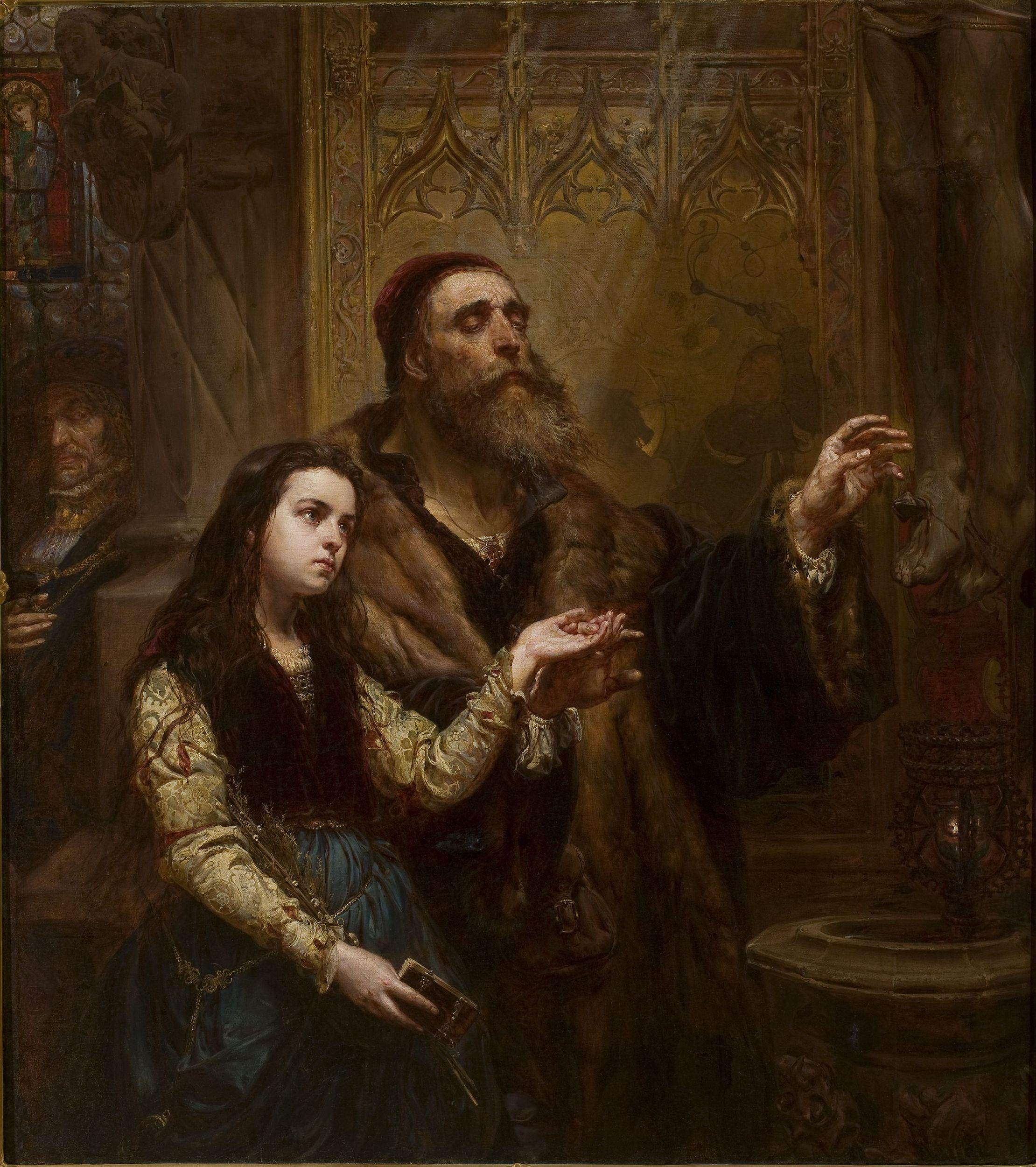
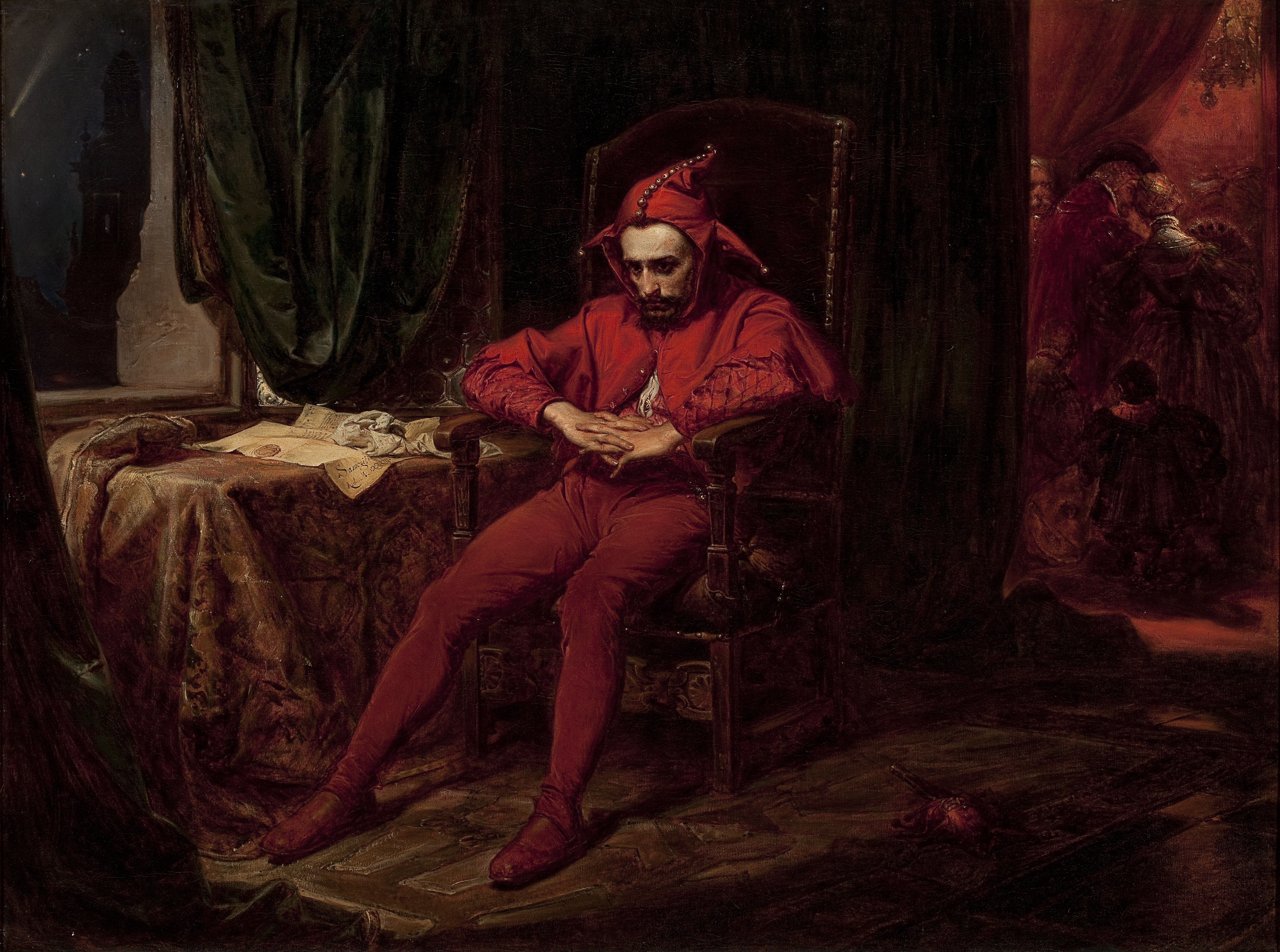
استانچیک
نبرد گرونوالد
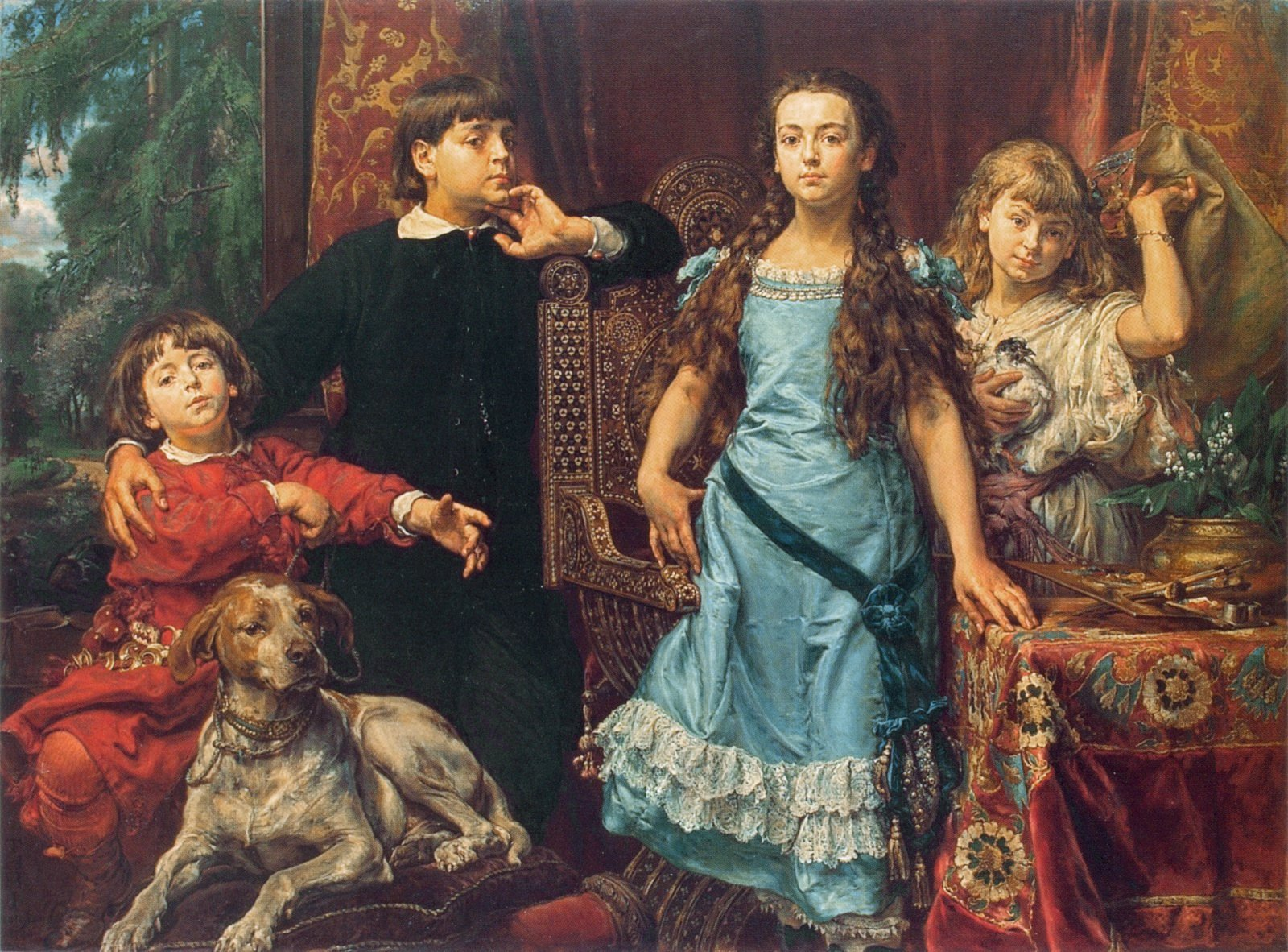
پُرترهٔ چهار فرزند نقاش